# Hùng Sơn, Tràng Định
Hùng Sơn là một xã thuộc huyện Tràng Định, tỉnh Lạng Sơn, Việt Nam.
Xã Hùng Sơn có diện tích 35,77 km², dân số năm 1999 là 3.868 người, mật độ dân số đạt 108 người/km².
Theo thống kê năm 2019, xã Hùng Sơn có diện tích 35,77 km², dân số là 3.882 người, mật độ dân số đạt 109 người/km².